# Naknek (Alaszka)
Naknek település az Amerikai Egyesült Államok Alaszka államában, Bristol Bay megyében, melynek megyeszékhelye is. Lakosainak száma 470 fő (2020. április 1.).

## Népesség
A település népességének változása:

| 2010 | 544 |
| 2020 | 470 |